# Ferdinando Cito Filomarino
Ferdinando Cito Filomarino, né le 27 novembre 1986 à Milan, est un réalisateur, scénariste et monteur italien.

## Biographie
Il est né à Milan et y a passé son enfance. Il est le fils d'Andrea et Violante Visconti di Modrone, arrière-petit-fils du réalisateur Luchino Visconti,. Il est diplômé en histoire du cinéma au département d'arts dramatiques de l'université de Bologne.
Il fait ses débuts sur le tournage du film britannique The Other Man (2008), puis devient le second assistant de Luca Guadagnino pour le film Amore (2009).
L'année suivante, il réalise son premier court métrage, Diarchia, avec Riccardo Scamarcio, Louis Garrel et Alba Rohrwacher, pour lequel il reçoit des prix aux Rubans d'argent, au Festival du film de Locarno et au Festival du film de Sundance,,. En 2013, il réalise un court métrage documentaire sur la figure de Visconti, L'inganno, présenté au Festival international du film de Rome 2013, tout en poursuivant sa collaboration avec Guadagnino en tant que réalisateur de seconde équipe des films Padroni di casa, A Bigger Splash, Call Me by Your Name et Suspiria, ainsi qu'en tant que monteur de Inconscio italiano (it),
En 2015, Cito Filomarino a été réalisateur et scénariste de son premier long métrage, Antonia., sur la poétesse Antonia Pozzi,,. Avec ce film, il est nommé aux Rubans d'argent 2016 en tant que meilleur premier réalisateur et reçoit une mention spéciale au Festival international du film de Karlovy Vary, où le film concourt pour le Globe de cristal.Les deux années suivantes, il réalise les courts métrages Await et Closing In produits par Agnona, avec Małgorzata Bela,,,.
En 2021, Cito Filomarino réalise et scénarise le thriller dramatique Beckett, son premier film en langue anglaise, avec John David Washington, Alicia Vikander, Boyd Holbrook et Vicky Krieps, présenté en ouverture du Festival du film de Locarno et distribué par Netflix.

## Filmographie

### Réalisateur et scénariste
- 2010 : Diarchia (court métrage)
- 2010 : L'inganno (court métrage documentaire)
- 2015 : Antonia.
- 2016 : Await (court métrage)
- 2017 : Closing In (court métrage)
- 2021 : Beckett